# Maria Miller
Maria Frances Lewis Miller, född 26 mars 1964 i Wolverhampton, West Midlands, är en brittisk politiker (Conservative Party). Hon har varit ledamot av brittiska parlamentets underhus för valkretsen Basingstoke sedan 2005 års allmänna val.
I september 2012 blev Miller kultur- och idrottsminister och jämställdhetsminister i David Camerons kabinett. Den 9 april 2014 avgick hon från regeringen på grund av den missgynnsamma allmänna opinion som uppstått mot henne efter det uppdagats att hon begärt felaktiga ersättningar från staten.